# Pharsalia mandli
Pharsalia mandli är en skalbaggsart som beskrevs av Friedrich F. Tippmann 1955. Pharsalia mandli ingår i släktet Pharsalia och familjen långhorningar. Inga underarter finns listade i Catalogue of Life.